# Tour della nazionale maschile di rugby a 15 della Spagna 2001
Tra le due edizioni del 1999 e del 2003 della coppa del mondo di rugby, la nazionale di rugby XV della Spagna si è recata nel 2001 in tour in Sudamerica
| San Juan (Argentina) 12 agosto 2001 | Selez. Oeste | 24 – 24 | Spagna XV |  |

| Buenos Aires 16 agosto 2001 | Buenos Aires | 48 – 6 | Spagna XV |  |

| Córdoba (Argentina) 22 agosto 2001 | Cordoba | 32 – 13 | Spagna XV |  |

| Montevideo 1º settembre 2001 | Uruguay | 14 – 16 | Spagna |  |